# Robert du Buysson
Pour les articles homonymes, voir Buysson.
Robert François du Buysson est un naturaliste français né le 6 mai 1861 à Broût-Vernet (Allier) et mort à Saint-Rémy-la-Varenne (Maine-et-Loire) le 16 mars 1946.

## Biographie
Il est le fils du botaniste François du Buysson et le frère de l'entomologiste Henri du Buysson.
Ayant développé très jeune un goût pour les herbiers et un sens aigu de l'observation, Robert du Buysson se mit à étudier les mousses de sa région natale élargissant rapidement son champ d'étude aux lichens et aux cryptogames vasculaires. De 1888 à 1893, il publia d'ailleurs un inventaire des cryptogames vasculaires d'Europe dans la Revue scientifique du Bourbonnais et du Centre de la France. Dans le domaine de la bryologie, le nom de Robert du Buysson reste attaché à deux espèces : Orthorichum berthoumieui, baptisée en l'honneur de l'abbé Berthoumieu avec lequel il étudia les mousses des environs de Saint-Pourçain (Allier), et Barbula buyssoni.
Mais c'est surtout dans l'étude des insectes que Robert du Buysson s'illustra.
En avril 1898, il obtint un poste de préparateur temporaire d'entomologie au laboratoire de zoologie du Muséum national d'histoire naturelle à Paris. En 1900, il fut nommé préparateur titulaire pour les insectes et les crustacés. La plupart de ses travaux ont été publiés dans les Annales de la Société entomologique de France.
Robert du Buysson a légué sa collection d'hyménoptères au laboratoire d’entomologie du Muséum national d'histoire naturelle.